# Сезонно-мёрзлый слой
Сезонно-мёрзлый слой (СМС, seasonally frozen rocks) —часть криосферы, слой грунтов, находящийся в холодное время года в мёрзлом состоянии и подстилаемый толщей немёрзлых грунтов.
СМС существует  от 1-2 недель до 8-11 месяцев у южной границы криолитозоны и на таликах.  Среднегодовая температура СМС равна 0°С или выше. При промерзании песчаных и грубообломочных водонасыщенных грунтов характеризуется массивными криогенными текстурами.  При сезонном промерзании пылеватых и глинистых отложений часто возникает пучение.
Величины пучения особенно велики, если уровень грунтовых вод находится вблизи подошвы СМС, что обеспечивает свободный приток вод к промерзающему слою. Сезонное протаивание СМС приводит к неравномерным просадкам поверхности. Оттаивание СМС приводит к резкому снижению их прочности.